# Markéta I. Flanderská
Markéta Flanderská také Markéta Alsaská (francouzsky Marguerite d'Alsace; 1145? – 15. listopadu 1194) byla hraběnkou henegavskou a flanderskou.

## Život
Markéta se narodila z manželství flanderského hraběte Dětřicha a Sibyly, dcery Fulka z Anjou. Poprvé byla provdána roku 1160 za Rudolfa z Vermandois, syna francouzského senešala. Rudolfova sestra Alžběta z Vermandois se provdala za Markétina bratra Filipa. Markétino manželství netrvalo dlouho a zůstalo nenaplněno, protože Rudolf onemocněl leprou.
V dubnu 1169 se Markéta znovu provdala za henegavského hraběte Balduina V. Roku 1191 na křížové výpravě zemřel bezdětný Filip Flanderský a Markéta podědila Flandry. Zemřela roku 1194 a byla pohřbena v Bruggách. Flanderským hrabětem se stal nejstarší syn Balduin.